# Swanville (Maine)
Swanville es un pueblo ubicado en el condado de Waldo en el estado estadounidense de Maine. En el Censo de 2010 tenía una población de 1.388 habitantes y una densidad poblacional de 24,76 personas por km².

## Geografía
Swanville se encuentra ubicado en las coordenadas 44°31′1″N 69°0′44″O / 44.51694, -69.01222. Según la Oficina del Censo de los Estados Unidos, Swanville tiene una superficie total de 56.05 km², de la cual 51.08 km² corresponden a tierra firme y (8.85%) 4.96 km² es agua.

## Demografía
Según el censo de 2010, había 1.388 personas residiendo en Swanville. La densidad de población era de 24,76 hab./km². De los 1.388 habitantes, Swanville estaba compuesto por el 97.26% blancos, el 0.14% eran afroamericanos, el 0.14% eran amerindios, el 0.5% eran asiáticos, el 0% eran isleños del Pacífico, el 0.07% eran de otras razas y el 1.87% pertenecían a dos o más razas. Del total de la población el 0.43% eran hispanos o latinos de cualquier raza.